# Glochidion insigne
Glochidion insigne là một loài thực vật có hoa trong họ Diệp hạ châu. Loài này được (Müll.Arg.) J.J.Sm. mô tả khoa học đầu tiên năm 1910.